# جوانجاه
جوانجاه، روستایی در دهستان دستگرد بخش بنت شهرستان نیک‌شهر در استان سیستان و بلوچستان ایران است.

## جمعیت
بر پایه سرشماری عمومی نفوس و مسکن در سال ۱۳۹۵، جمعیت این روستا برابر با ۲۷ نفر (۷ خانوار) بوده است.